# Bärzeli

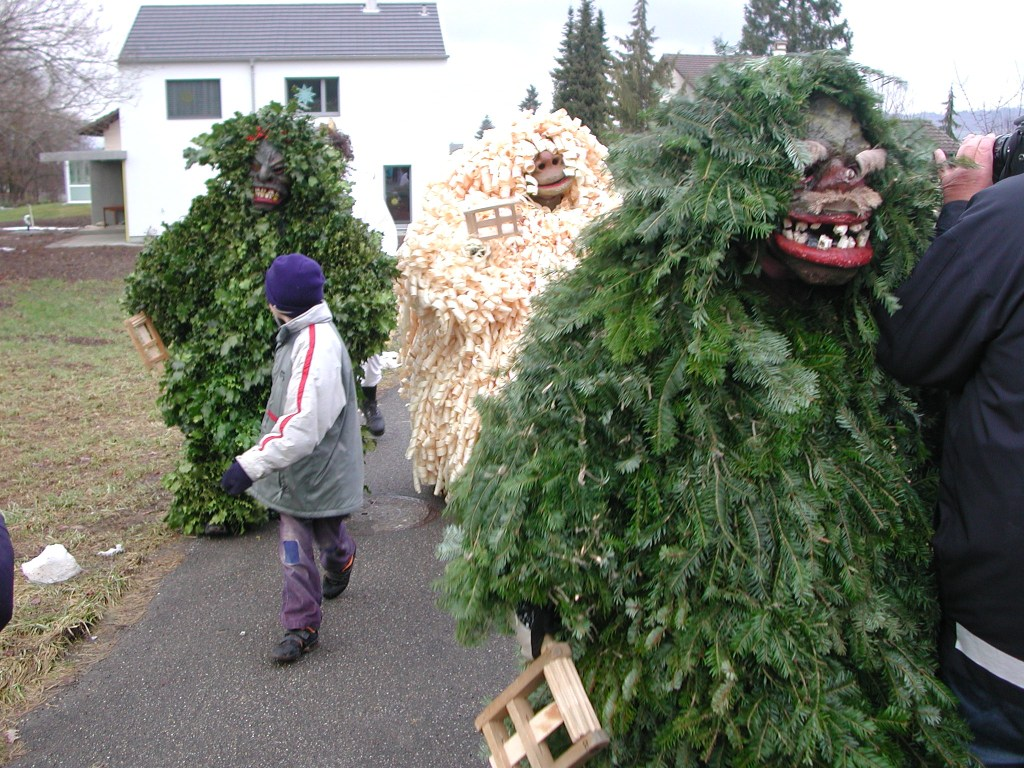
Die Figuren Stächpaumig, Hobuspöönig und Tannreesig

Der Bärzeli ist ein Winterbrauch, der jeweils am 2. Januar (Bärzelitag, Berchtoldstag) stattfindet. Nachdem er früher im ganzen Seetal anzutreffen war, wird er heute nur noch in Hallwil ausgeübt.

## Inhalt
Am 2. Januar (Bärzelitag, Berchtoldstag) wird die Bevölkerung von Hallwil durch den Krach der Bärzelibuben auf die Strasse gerufen. Um 14.00 schwärmen die grossen Bärzeli aus, kleine Bärzeli gehen ihnen voraus. Die 13 Figuren sind in verschiedene Gewänder eingekleidet und mit „Söiblootere“ (Schweinsblasen) und „Rären“ („Rätschen“, ein Lärminstrument) ausgerüstet. Sie wünschen allen Zuschauern „es guets Nois“ (ein gutes neues Jahr).

### Die Figuren des Brauchs

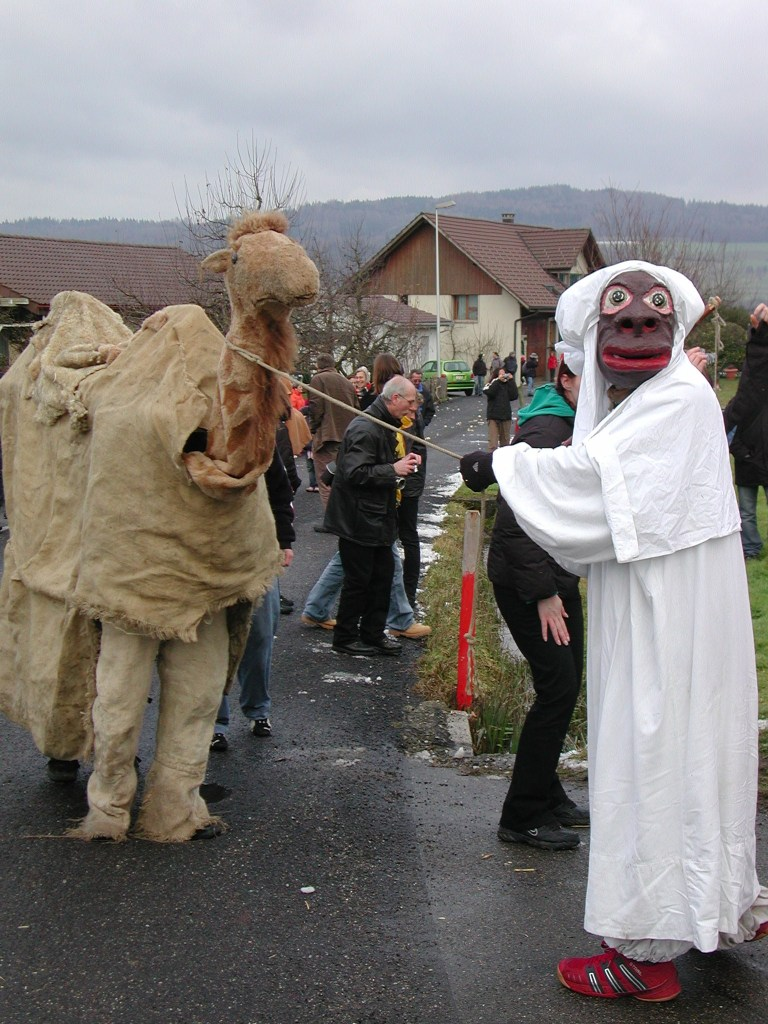
Das Kamel mit dem Kameltreiber

Fünfzehn Erwachsene, meist ledige Burschen aus dem Dorf vereinigen sich jedes Jahr zu einer locker gefügten Maskengesellschaft. Zwei unter ihnen sind die Chefs. Sie sind gleichzeitig Mitglieder der Brauchtumskommission der Gemeinde. In einer Versammlung im Oktober werden Route, zu besuchende Beizen und die Darsteller der festgelegten Maskentypen bestimmt. Die Kleider der vier Grossen werden jedes Jahr in tagelanger Arbeit von den Burschen selbst hergestellt, die Trachtengruppe sorgt für die anderen Kostüme.
Zur Maskengesellschaft gehören:
- der weissgekleidete Herr mit Krone auf dem Haupt
- die ebenfalls weiss gekleidete Jumpfere (Jungfrau)
- der Spielchärtler (Spielkartenmann), dessen Gewand mit über 1000 französischen Jasskarten übersät ist
- der Tannreesig (Figur aus Tannästen)
- der Stächpaumig (aus Stechpalmenzweigen)
- der Aut (Alter)
- die Lörtsch (Alte), die aus einer Pfanne ein fruchtbares Wässerchen versprüht
- der in Lumpen gehüllte Lumpig (Lumpiger)
- der Hobuspöönig (aus Hobelspänen)
- der Straumaa (Kostüm aus gebündelten Strohhalmen)
- der Schnäggehüüslig (Schneckenhäusler)
- ein von zwei Burschen gemimtes Kamel, das von einem Kameltreiber und einem Kamelführer in weissen Gewändern begleitet wird.

Alle tragen eine Larve, die ihr Wesen charakterisiert, sowie Lärm- oder Schlaginstrumente – „Räre“ (Rätschen) oder Söiblootere (Schweinsblasen) – bei sich. Zwei unter ihnen walten als Kassierer.

### Bedeutung der Figuren

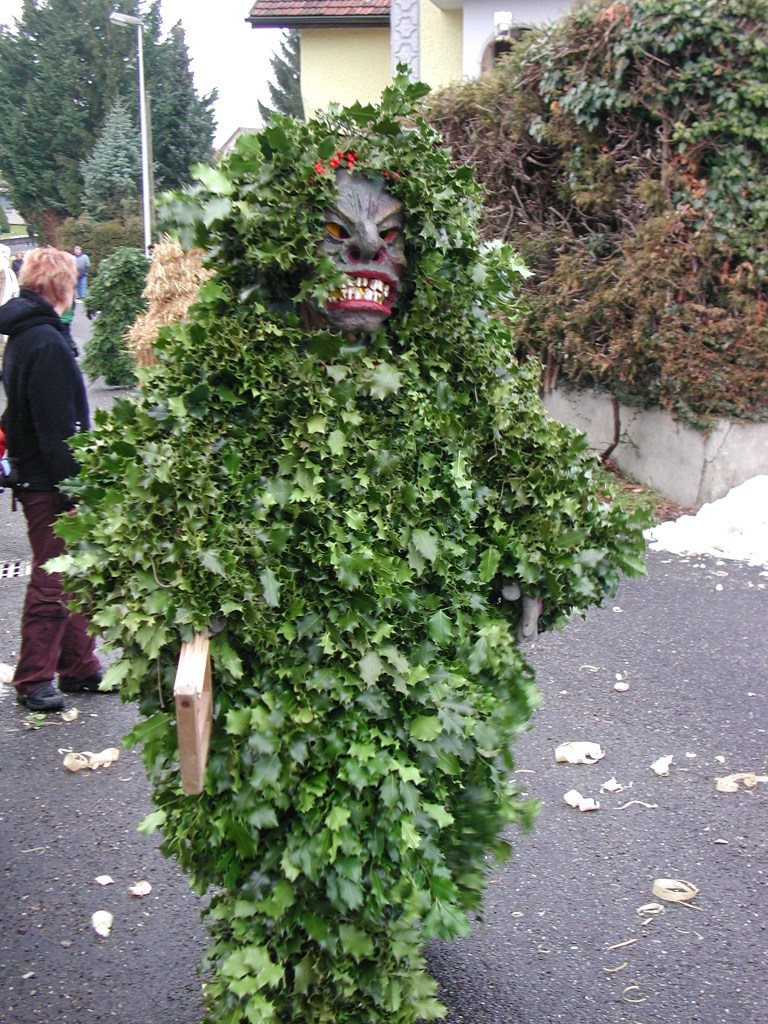
De Stächpaumig

Die beiden grünen Naturfiguren Stächpaumig und Tannreesig sind Symbole für Fruchtbarkeit und das immergrünende Leben, die Dürren, Straumaa, Schnäggehüüslig und Hobuspöönig, weisen hingegen auf den unfruchtbaren, kalten Winter hin. Während Herr und Jumpfere für Jugend, Schönheit, Unerfahrenheit und Tugend stehen, symbolisieren Aut und Lörtsch Alter, Hässlichkeit, Weisheit und Laster. Der schelmische Spielchärtler steht für Lebensfreude, aber auch für den Spieltrieb und die Laster im Menschen. Der unordentlich wirkende Lumpig steht optisch im Gegensatz zum Spielchärtler.

### Ablauf
Um zwei Uhr nachmittags stürmen die „Bärzelibuebe“ wilden Hornissen gleich aus dem „Metzgerhüüsli“ auf die Zuschauermenge los, locken mit ohrenbetäubenden Rären die Bevölkerung heraus. Von ungestümen, stacheligen Umarmungen der Grünen und Dürren überrascht zu werden, das Aufprallen von Söiblootere auf den Buckel oder einen „Gutsch“ Wasser von der Lörtsch zu spüren, sich an den Kapriolen des Kamels zu ergötzen – das ist es, was den Haubuern gefällt. Man weiss, dass am Bärzelitag z’Haubu allerhand passiert, und wem dieses Tun nicht passt, mit dem treibt man den Spass umso derber. Die Hallwiler Primarschüler treten als kleine Bärzeli verkleidet vor den erwachsenen Burschen auf.
Etwa zwei Stunden ziehen die Bärzeli auf einer vorbestimmten Route durchs Dorf, halten hie und da in einer Garage Rast, bevor sie als Abschluss ihrer Dorfroute die Turnhalle besuchen und die dort wartenden Zuschauer mit ihrem Treiben „beglücken“. Danach macht sich die lustige Gesellschaft in einem Kleinbus auf den Weg in die nahegelegenen Gemeinden, um dort in den Gastwirtschaften noch allerlei Unfug zu treiben und noch den einen oder anderen Obolus einzuheimsen. Den Abend schliessen die Bärzelibuebe mit einem gemeinsamen Mahl in der „Dorfbeiz“ (Restaurant im Dorf).

## Geschichte
In Hallwil existiert am 2. Januar schon seit bald 150 Jahren ein Maskenbrauch. Mit Sicherheit waren in Hallwil nach Aussagen älterer Dorfbewohner sechs traditionelle Maskengestalten bei diesem Umzug dabei, nämlich Tannreesig, Stächpaumig, Spielchärtler, Lörtsch, Herr und Jumpfere. Diese Figuren verschwanden vor 1920, die Schuljugend führte den Brauch in ausgearteter Weise fort und sorgte dafür, dass er sich bis 1949 von selbst erhielt. Um 1920 übrigens gab es den Bärzeli noch in Egliswil, Boniswil, Staufen und Seengen, vor 1910 sogar in Lenzburg. Von jeher war der 2. Januar als Datum für ausgelassene Feste bekannt. Auch in Hallwil wurde der Bärzeli kräftig gefeiert. Man machte sich gegenseitig Besuche; die Vereine sowie die älteren Dorfbewohner trafen sich am Nachmittag zu einem „Hock“ (Treffen) oder dem Seetaler „Ramsen“ (regionale Jassvariante) in den Dorfbeizen, der oft bis tief in die Nacht hineindauerte.

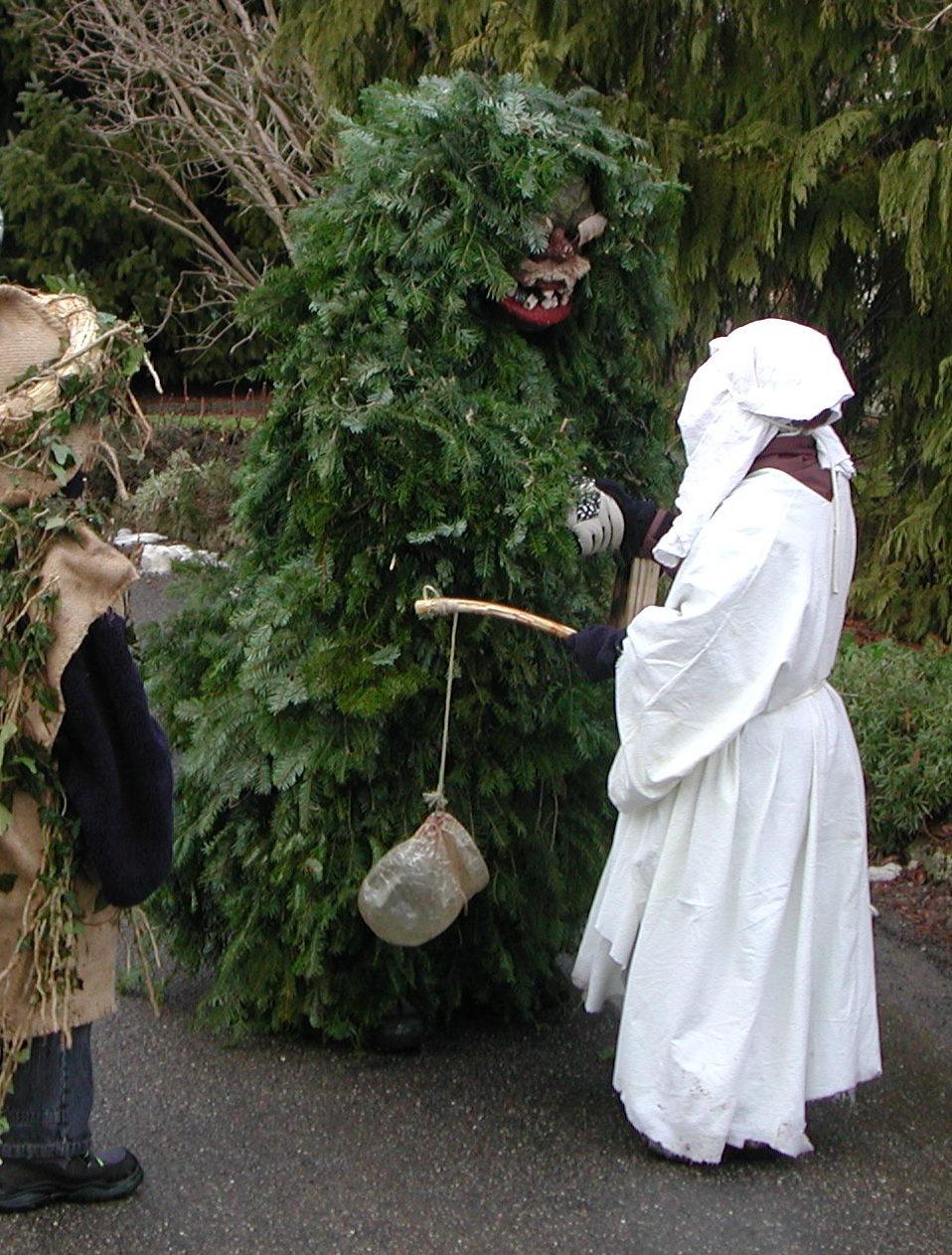
De Tannreesig zusammen mit zwei "kleinen Bärzeli"

Ganz anders verbrachten die Dorfburschen der 1920er, 1930er und 1940er Jahre diesen Tag. Auf dem Estrich zu Hause gruben sie alte Kleider hervor, welche als Kostüm dienten. Die Larve besorgte man sich für ca. 50 Rappen im Dorfladen, oder aber man wusste sich mit Karton, Stoff, Russ und Mehl selbst zu helfen. Mit Rären und an einen Stecken gebundenen Söiblootere (Schweineblasen) bewaffnet, stürzte sich jeder dieser etwa zwei Dutzend Bärzeli aus seinem eigenen Versteck hinaus auf die Zuschauer (vor allem aber auf gleichaltrige Mädchen) und traktierte diese. Nicht selten endete die Sache mit einer Demaskierung. Spontan wurden kleine Schauspiele – sei es aus dem Alltagsleben oder aus der Politik – vorgetragen. Wenn sich durch Zufall einmal eine feste Struktur (ein Umzug) ergab, zogen die Bärzeli von Haus zu Haus oder fuhren auf einem Wagen durchs Dorf.
1949 wurden nach ausgiebigem Forschen die alte Tradition des Brauchs vor 1920 wieder aufgenommen. Die sechs ursprünglichen, traditionellen Figuren Stächpaumig, Tannreesig, Speeuchärtler, Lörtsch, Herr und Jumpfere wurden wieder eingeführt. Dann wurden richtige Masken aus Papiermaché von einem Künstler hergestellt. Ihren ersten Auftritt – eigentlich hätte es der einzige bleiben sollen – hatten die Bärzeli bei der Generalversammlung der Historischen Vereinigung Seetal, die anno 1949 in Hallwil stattfand. Mit von der Partie waren auch die kleinen Bärzeli, bis zu ihrem Aussterben 1970 jedes Jahr. Die Figur "das Kamel" wurde auch eingebaut. Am ersten Bärzeli 1950 tauchte plötzlich ein Hobuspöönig auf. In Anlehnung an den Eierleset, wo es Grüne und Dürre gibt, die jeweils Frühling oder Winter symbolisieren, wurde dieses Schema auf Hallwil übertragen.

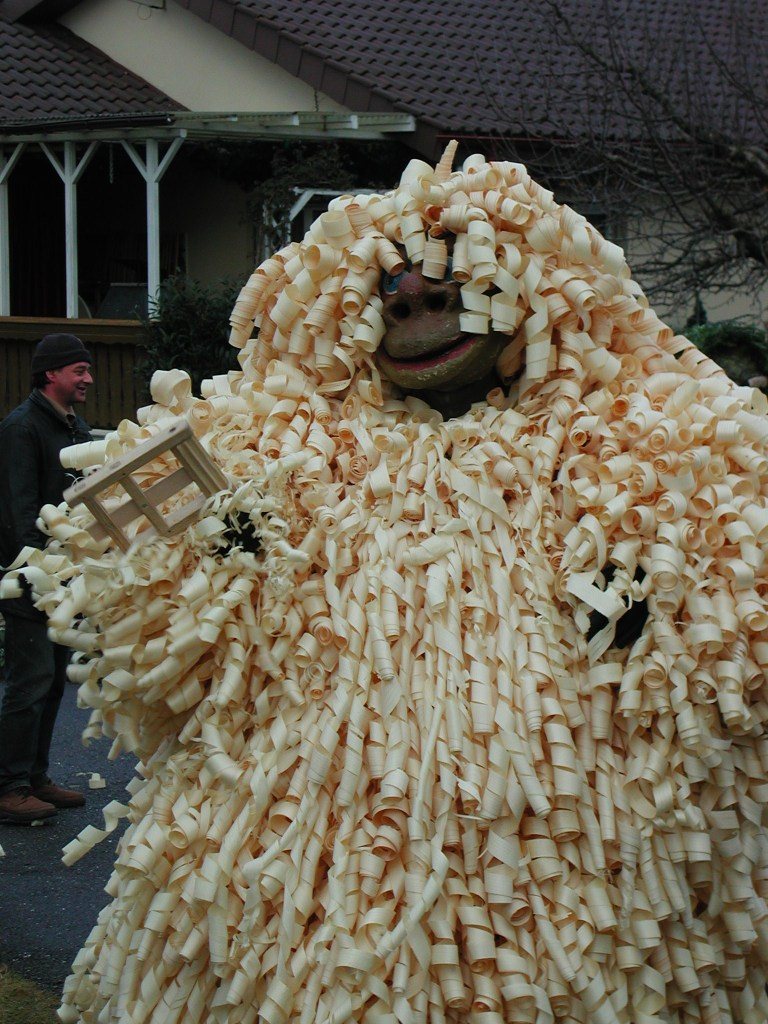
De Hobuspöönig

1968 stiessen so drei weitere Figuren hinzu. Vom Eierleset (auch in Hallwil als Brauch von den 1950er bis zu den 1970er Jahren betrieben) kannte man den „Straumuni“ (Strohstier). Anstatt die neue Figur mit Stroh zu stopfen, heftete man ihr die Strohbündel an: Der Straumaa war geboren und die Symmetrie zwischen zwei grünen und zwei dürren grossen Figuren gegeben. Als Partner für die alte Lörtsch anerbot sich der Alte. Als letzter brauchte noch der Speeuchärtler einen Partner: Die Bärzeli behingen eine Figur mit Lumpen und nannten ihn „Lumpig“. Ein Clown, welcher in einer Büchse das Geld eintrieb, gesellte sich als „Nummer fünfzehn“ hinzu. Es galt: Keine der traditionellen Figuren soll das Geld eintreiben. Der Clown überlebte bis 1978, als der Spielchärtler (ab 1988 zusätzlich der Lompig) seinen Posten übernahm.
Die alten Larven hatten 35 Jahre lang am 2. Januar gedient und gelitten. Zudem stimmte die Bedeutung vor allem der vier Grossen in Bezug auf ihr Äusseres nicht mehr: Die Grünen müssten ein lachendes Gesicht, die Dürren hingegen ein trauriges Gesicht haben. Per 1985 erhielten alle Figuren – mit Ausnahme des Kamels und seiner Begleitung – neue Larven. Mit dem Ergebnis war man jedoch nicht zufrieden. Die Jumpfere sah aus wie eine Prostituierte und wurde bald wieder durch das alte Gesicht ersetzt. Ab 1996 wurden die alten Masken nach und nach wieder eingesetzt, weil sie als schöner empfunden wurden.
Eine Neudefinierung des Brauchs 2002 führte dazu, dass schliesslich die alten Masken kopiert wurden und komplett, ab Bärzeli 2003, in ihren Motiven wieder zum Einsatz kamen. Das "Grün-Dürr-Schema" wurde überdacht: Die vier Grossen zum Beispiel sind in je zwei Grüne und Dürre aufgeteilt worden, Herr und Jompfere stehen als Gegensatz da zu Aut und Lörtsch. Die Figuren bilden jetzt Paare, die sich jeweils in ihren Bedeutungen gegenüberstehen. Um die Figur des Speeuchärtlers aufzuwerten und mobiler zu machen, erhielt diese eine Soiblootere, dem Aut gab man dafür eine Kasse. Ein Brauchtumsabend führte die Neuerungen am 30. November 2002 dem zahlreichen Publikum vor. Und seit 2003 tauchen am 2. Januar wieder kleine Bärzeli (dargestellt durch die Primarschüler des Dorfs) auf. Per Bärzeli 2009 wurde mit dem Schnäggehüüslig eine traditionelle Figur aus der Region reaktiviert. Diese Figur ist für den Seenger und den Staufner Bärzeli historisch bezeugt.